# 华中师范大学第一附属中学
华中师范大学第一附属中学，简称华师一附中、华师一、华一，是中华人民共和国湖北省武汉市的一所重点中学，也是华中师范大学的附属学校。华中师范大学第一附属中学是湖北省首批示范高中，该校在1962年由湖北省教育厅确定为湖北省首批重点中学。学校创办于1950年9月，初名中南实验工农速成中学；1958年，更名为华中师范学院第一附属中学；1985年，更名为华中师范大学第一附属中学。截至2016年10月，华中师范大学第一附属中学共有高中、初中两个校区；高中部占地390亩，有教学班83个，学生近5000人，在职教职工382人；初中部占地95亩，有教学班30个，学生1700多人，在职教职工110余人。

## 历史沿革
1950年9月，潘梓年、赵君陶等人创建了位于武汉市武昌大东门的中南实验工农速成中学，此为华师一附中的前身。
1958年，学校改名为华中师范学院第一附属中学。
1985年学校正式改名为华中师范大学第一附属中学。
2001年，位于武汉市洪山区杨家湾的华师二附中并入华师一附中。
2005年8月，学校高中部搬迁到武汉东湖新技术开发区汤逊湖的新校区，初中部则留在原华师二附中校区。

## 知名校友
- 龙乐豪 - 1958
- 易中天 - 1965
- 周文庄 - 1966
- 蒋  云 - 1967
- 黄国钧 - 1967
- 傅思和 - 1968
- 程秋萍 - 1974
- 吕卫平 - 1980
- 关绮鸿 - 1980
- 张学敏 - 1981
- 毕亚雷 - 1982
- 陈国勋 - 1982
- 戚广枫 - 1982
- 林  斌 - 1982
- 殷  战 - 1982
- 杨  青 - 1986
- 刘  颖 - 1993
- 安  莲 - 1998
- 汪  维 - 2005
- 余江雷 - 2005
- 李晗晗 - 2005
- 柳智宇 - 2006
- 朱一龙 - 2006
- 李骜西 - 2007
- 谭隆志 - 2008
- 蔣方舟 - 2008
- 李紅豪 - 2010
- 范永武 - 2010
- 王婧怡 - 2019
- 朱木子 - 2022